# Half-Life (серијал)
Half-Life (срп. Полуживот) је серијал пуцачина из првог лица које је развила и објавила корпорација Valve. Игре комбинују борбу пуцања, загонетке и приповедање.
Први део Half-Life-а, уједно и први Valve-ов производ, објављен је 1998. за Microsoft Windows до критичног и рекламног успеха. Играчи контролишу Гордона Фримана, научника који мора да преживи инвазију ванземаљаца. Иновативне скриптоване секвенце биле су утицајне на жанр ППЛ-а, а игра је инспирисала бројне модове које је развила заједница, укључујући игре за више играча Counter-Strike и Day of Defeat. Half-Life-у су пратиле експанзије Half-Life: Opposing Force (1999), Half-Life: Blue Shift (2001) и Half-Life: Decay (2001), које је развио Гирбокс софтвер.
2004. године, Valve је издао Half-Life 2 за даљи успех, са новом поставком и ликовима и игром заснованом на физици. Уследио је додатни ниво Half-Life 2: Lost Coast (2005) и епизодни наставци Half-Life 2: Episode One (2006) и Half-Life 2: Episode Two (2007). 2007. године, Valve је издао прву игру у серијалу Portal, која је смештена у исти универзум као Half-Life.
Током наредне деценије, бројне Half-Life игре су отказане, укључујући Half-Life 2: Episode Three, верзију Half-Life 3, и игре које су развили Junction Point Studios и Arkane Studios. 2020. године, након година спекулација, Valve је објавио своју водећу игру виртуелне реалности, Half-Life: Alyx. Смештен је пре Half-Life-а 2, играчи контролишу Фриманову савезницу Аликс Венс у њеној потрази да победи ванземаљски комбинат .

## Игре
| 1998 | Half-Life 1                                           |
| 1999 | Half-Life: Opposing Force                             |
| 2000 |                                                       |
| 2001 | Half-Life: Blue Shift Half-Life: Decay                |
| 2002 |                                                       |
| 2003 |                                                       |
| 2004 | Half-Life: Source Half-Life 2 Half-Life 2: Deathmatch |
| 2005 | Half-Life 2: Lost Coast                               |
| 2006 | Half-Life Deathmatch: Source Half-Life 2: Episode One |
| 2007 | Half-Life 2: Episode Two                              |
| 2008 |                                                       |
| 2009 |                                                       |
| 2010 |                                                       |
| 2011 |                                                       |
| 2012 |                                                       |
| 2013 |                                                       |
| 2014 |                                                       |
| 2015 |                                                       |
| 2016 |                                                       |
| 2017 |                                                       |
| 2018 |                                                       |
| 2019 |                                                       |
| 2020 | Half-Life: Alyx                                       |

### Half-Life 1
Први Valve-ов производ, Half-Life 1, објављен је 19. новембра 1998. за Microsoft Windows. Играчи контролишу Гордона Фримана, теоретског физичара у Истраживачкој установи Блек Меса, где експеримент случајно изазива димензијски расцеп и покреће инвазију ванземаљаца. За разлику од многих других игара у то време, играч има скоро непрекидну контролу над Фриманом, а прича је углавном испричана кроз скриптоване секвенце. Half-Life је добио признање за своју графику, игру и беспрекорну причу. Освојила је преко 50 награда „Игра године“ и сматра се једном од најутицајнијих ППЛ игара и једном од најбољих видео игара икада направљених.

#### Opposing Force
Half-Life је пратио пакет за проширење, Супротна сила, 1. новембра 1999. који је развио Гирбокс Софтвер. Играчи контролишу каплара америчког маринца Адријана Шепарда, који се бори против нове групе ванземаљаца и црначких оперативних јединица.
Критичари су позитивно примили Супротну силу, многи су навели да је игра била подједнако утицајна на постављање стандарда пакета проширења као што је оригинална игра утицала на цео жанр.   Игра је освојила награду за интерактивно достигнуће за рачунарску игру 2000. године од Академије интерактивних уметности и наука.

#### Blue Shift
Гирбокс је наставио са развојем Плаве смене, другог пакета за проширење Half-Life-а. Као и Opposing Force, Blue Shift је објавио Сијера Интертејнмент. Најављена 2000. године, игра је првобитно развијена као бонус кампања за Дримкаст порт Half-Life-а; међутим, порт је отказан и уместо тога је Плава Смена објављена за Windows 12. јуна 2001. 
Blue Shift поставља играча у позицију Барнија Калхуна, обезбеђења који ради у Блек Меси. Игра се одвија у раним деловима Half-Life-а, а Калхун покушава да побегне из објекта са малом групом научника. Плава Смена такође укључује пакет високе дефиниције, који унапређује квалитет модела и текстура како у Плавој смени, тако и у претходним играма у серијалу. Критичари су хвалили атмосферу и нову графику, али су приметили недостатак новог садржаја и кратку дужину.

#### Decay
Трећа експанзија за Half-Life је била Decay. Игру је поново развио Гирбокс, а објавила Сијера. Међутим, за разлику од претходних игара, Распад је доступан само са Playstation 2 верзијом Half-Life-а. Распад је јединствен у серијалу Half-Life као једина кооперативна игра — два играча морају да раде заједно да би напредовали кроз игру. Распад се фокусира на две Фриманове колеге, Гину Крос и Колет Грин, док њих двоје раде са другим научницима како би се супротставили ефектима димензионалног расцепа и на крају покушали да га затворе.
Објављен 14. новембра 2001. године, Распад је наишао на слаб, али у целини добру оцену од критичара. Многи рецензенти су изјавили да је било забавно играти се са другом, али да је игра више оријентисана на загонетке умањила целокупно искуство. Незванични Windows порт објављен је у септембру 2008. године.

### Half-Life 2
16. новембра 2004. године, Valve је објавио Half-Life 2. Игра је имала шестогодишњи развојни циклус, који је довео до пар кашњења и цурења изворног кода игре. Half-Life 2 враћа играча у улогу Гордона Фримана. Радња се одвија двадесет година након првобитне игре. Земљу је окупирао Комбинат, трансдимензијска раса која је искористила догађаје из прве игре за инвазију. Џи-Мен убацује Фримана у Град 17 у Источној Европи, како би се борио против окупације Комбината. Half-Life 2 је добио скоро једногласно позитивне критике и похвале критичара слично као и његов претходник, освајајући преко 35 награда за Игру године за 2004 годину. Сматрана једном од највећих видео игара свих времена, игра је критички хваљена због свог напретка у рачунарској анимацији, звуку, нарацији, рачунарској графици, вештачкој интелигенцији и физици. Half-Life 2 је била прва игра која је користила Valveе-ов систем за испоруку садржаја Steam, систем који је на крају довео до сукоба Valve-а са издавачем Sierra Entertainment.

#### Lost Coast
27. октобра 2005. године, Valve је објавио Изгубљену обалу, кратку технолошку демонстрацију која се може играти која демонстрира рендеровање високог динамичког опсега. Састоји се од једне мапе, Lost Coast је заснована на исеченом сегменту Half-Life-а 2. Играч, као Фриман, се пење на литицу да уништи артиљеријски бацач Комбината у манастиру.

#### Episode One
У мају 2006. године, Valve је најавио трилогију епизодних игара, које ће наставити причу о Half-Life-у 2, а последња епизода је планирана за Божић 2007. године. Њуел је рекао да ће овај приступ омогућити Valveу да брже избаци производе након шестогодишњег развоја Half-Life-а 2, и да сматра да је трилогија еквивалентна Half-Life-у 3. Према Њуелу, где је Half-Life видео како Џи-Мен трансформише Фримана у своје оруђе, а Half-Life 2 је видео како га користи Џи-Мен, у епизодама би Џи-Мен изгубио контролу.
Episode One је објављена 1. јуна 2006. године. Играч контролише Фримана, док он и Аликс беже из Града 17, пре него што их уништи језгро реактора тамне енергије. Уведено је неколико графичких ефеката, укључујући нове карактеристике осветљења и напреднију рачунарску анимацију лица. Прича се фокусира на Аликс. Прва епизода је добила генерално позитивну критичку реакцију, иако је кратка дужина била уобичајена тачка критике.

#### Episode Two
Episode Two је објављена за Windows, Xbox 360 и PlayStation 3 10. октобра 2007. као део компилације Наранџаста кутија. Дигитално је дистрибуиран на Steam-у и у малопродаји од стране Electronic Arts-а. Episode Two се фокусира на експанзивна окружења, путовања и мање линеарну игру. Као Фриман, играч путује са Аликс у околна села, прогоњен од стране снага Комбината. Рецензенти су похвалили нове технологије и карактеристике играња Друге епизоде; међутим, иако је била знатно дужа од Прве епизоде, дужина је поново била тачка критике.

### Half-Life: Alyx
Valve је објавио Half-Life: Alyx, игру виртуелне реалности (ВР), 23. марта 2020. за Windows. У Half-Life-у 2, играчи контролишу Аликс, док она и њен отац Ели успостављају отпор против Комбината у Граду 17. Valve описује као своју „главну“ ВР игру, а развијена је помоћу Source 2 мотора и подржава све компатибилне ВР слушалице за личне рачунаре. Играчи користе ВР за интеракцију са окружењем и борбу против непријатеља, користећи гравитационе рукавице за манипулацију објектима, слично као гравитациони пиштољ из Half-Life-а 2. Аликс је пуштена да похвали. Рецензенти, као што су VG247, Tom's Hardware и Video Games Chronicle, јавно су га описали као ВР-ову „ убиствену апликацију“.

### Необјављене игре
Неколико Half-Life игара је отказано, укључујући Half-Life 2: Трећа епизода, верзију Half-Life-а 3, и игре које су развили Џанкшн Поинт Стјудиос  и Аркејн Стјудиос .

### Повезане игре

#### СеријалPortal
Portal, која се одвија у истом универзуму као и Half-Life-ове игре, је серијал логичких игара који је развио Valveе. Прва игра у серијалу, Portal, првобитно је објављена заједно са 2. епизодом у Наранџастој кутији 10. октобра 2007. Играч контролише тест субјекта који се зове Чел, док се креће кроз лабораторије примарног ривала Блек Меса, Апертур Скајенс, завршавајући различите тестове са уређајем који јој омогућава да креира повезане портале у физичком простору. У каснијим фазама игре, играч се бори са GLaDOS-ом, корумпираним компјутером са вештачком интелигенцијом који прати сваки њен покрет. Игра је духовни наследник Narbacular Drop-а, са много чланова истог тима који раде на игри. Portal је проглашен за једну од најоригиналнијих игара у 2007. години, добијајући похвале за јединствену игру и црнохуморну причу. Експанзија за Ексбокс Лајв Аркејд објављена је 22. октобра 2008. године, а њен наставак, Portal 2, објављен је 19. априла 2011. године.

#### СеријалCounter-Strike
У априлу 2000. године, Valve је стекао права на модификацију Контра-напада коју су направили фанови. Након извесне сарадње између оригиналног тима и Valve-ових програмера, Valve је продао игру у малопродаји, преименовану у Counter-Strike. Смештена на различитим локацијама широм света са мало везе са догађајима у главној причи Half-Life-а, игра је пуцачина за више играча у којој играчи преузимају улоге чланова борбених тимова владиних против-терористичких снага и разних терористичких милитаната који се супротстављају њих. Пошто је игра првобитно била мод Half-Life-а, делила је неколико средстава са игром из 1998. године, укључујући Блек Меса контејнере, возила и научнике, са Блек Меса логотипиима видљивим на неколико мапа у малопродајној верзији што их имплицитно поставља у исти универзум. Био је у пакету са Half-Life-ом у многим наредним пакетима, укључујући Half-Life: Platinum Collection и Half-Life: Platinum.
Када је Half-Life: Counter-Strike преправљен као Counter-Strike: Source, био је укључен у све малопродајне верзије Half-Life-а 2, као и све почетне дигиталне верзије. Неки новинари о играма су је назвали „верзијом за више играча Half-Life-а 2“. И стандардно малопродајно издање и бронзано дигитално издање Half-Life-а 2 долази са Контра-нападом: Извор, док малопродајно колекционарско издање и дигитално златно издање такође укључују Дан пораза: Извор и Half-Life: Извор. Half-Life: Контра-напад је изнедрио сопствени серијал (Контра-напад) која се постепено одвајала од главних игара Half-Life-а, осим повремених референци (као што је ускршње јаје које упућује на Portal присутно у Контра-нападу: Глобална Офанзива).

#### Блек Меса
Блек Меса је римејк оригиналног Half-Life-а треће стране који је развио и објавио Кроубар Колектив и направљен у Source инџајну. Првобитно објављен као бесплатни мод у септембру 2012. године, Valve га је одобрио за комерцијално издање.  У потпуности је објављен 6. марта 2020. за Windows и Линукс.
Завршно издање римејка похвалили су рецензенти, који су га упоредили са званичним насловом Valve-а. На OpenCritic-у, Блек Меса је имала просечну оцену 86/100 са оценом одобравања од 100% на основу 14 рецензија.

#### Игре треће стране
Успех серијала Half-Life подстакао је стварање неколико спин-оф игара за Half-Life 2. Кодно име Гордон је дводимензионални Флеш сајдскролер пуцач који је развио NuclearVIsion, а објављен је преко Valve-овог система онлајн испоруке Steam 18. маја 2004. године, као промотивна игра за тада надолазећи Half-Life 2.
Ликови из Half-Life-а су се појављивали у другим играма. Пегл Екстрим, специјално издање Пегла у пакету са рачунарском верзијом The Orange Box, садржи нивое засноване на Half-Life 2, Team Fortress 2 и Portal. Хедкреб је такође лик који се може откључати у Супер месару када се купи на Steam-у. Хедкреб се такође појавио у прво-априлском догађају у ММО Виндиктус као ставка догађаја заједно са Кровбаром, вероватно због тога што је игра креирана и на погону Source. У игри Маџика постоји лик за игру (након додавања DLC -а), који веома подсећа на оригиналног зомбија из Half-Life универзума, опремљеног пајсером. Гордон се такође појављује у Ренеџејд Опс и хедкреб је доступан као љубимац у Светлост 2.
Half-Life је такође инспирисао бројне модове које су направили обожаваоци, од којих су неки сами стекли признање. Garry's Mod је почео као сендбокс режим користећи средства из Half-Life-а 2, али је од тада постао комерцијални производ и дао корисницима могућност да инкорпорирају друга средства. Међу значајним кампањама које су направили фанови је Minerva, која је дизајнирана да продужи причу из Half-Life-а 2.

## Ликови
Кроз Half-Life франшизу, уведен је широк спектар ликова. Првобитни Half-Life представља Гордона Фримана, теоретског физичара који ради у Истраживачкој установи Блек Меса и који служи као главни нечујни протагониста франшизе. Џи-Мен, загонетни и сумњиви бизнисмен са способностима и моћима које превазилазе било које обично људско биће, унајмљује и ставља га у стање застоја. Пакети за проширење оригиналне игре представљају друге протагонисте и ликове, као што су каплар Адријан Шепард у Half-Life: Супротна сила и обезбеђење установе Блек Меса Барни Калхун у Half-Life: Плава смена (који се касније поново појављује у играма Half-Life-а 2). Half-Life 2 и игре које следе представљају нову, фокусиранију поставу ликова који се боре против опресивног Комбајн царства  Ово посебно укључује Аликс Венс, истакнуту чланицу Отпора и ћерку бившег научника из Блек Месе Елија Венса. Аликс ће касније служити као протагониста Half-Life: Аликс.

## Развој
Програмер серијала Half-Life, Valve, основали су 1996. године у Киркланду, у Вашингтону бивши запослени у Мајкрософту Мајк Харингтон и Гејб Њуел . Valve је почео да ради на првом Half-Life-у убрзо након формирања и одлучио се на концепт 3Д акционе игре са темом хорора, користећи Квејк мотор према лиценци ид Софтвера. Игра је била хит на Е3 конвенцији 1997. године, где су демонстрирани њен систем анимације и вештачка интелигенција. Успех игре довео је до њеног првог пакета за проширење, Half-Life: Opposing Force, који је развио Гирбокс Софтвер, тада нова компанија са седиштем у Плејну, Тексас, а објављена је 15. априла 1999. Оснивач Гирбокса Ренди Пичфорд, рекао је у интервјуу да верује да им је Valve дао прилику да производе наставак Half-Life-а, како би омогућио Valveу да се фокусира на будуће игре. Игра је демонстрирана на Е3 конвенцији 1999. године, где су откривене нове локације, ликови и прича.
Други пакет проширења Полу-живота, Полу-живота: Плава смена, поново је развио Гирбокс Софтвер, а објавио га је његов издавач, Сијера Интертеинмент, 30. августа 2000. Сијера је намеравала да објави Плаву смену за Дримкаст, и требало је да укључи моделе и текстуре са већим детаљима који су били двоструко већи од броја полигона модела из Полу-живота. Међутим, након неколико месеци одлагања, Сијера је прекинула развој Дримкаст верзије Плава смена 16. јуна 2001. и компанија је уместо тога објавила Плаву смену за рачунаре 12. јуна 2001. Након тога, Гирбокс је почео да ради на игри Half-Life за PlayStation 2. Игра Распад је представљена на Е3 2001, где је Гирбокс демонстрирао употребу нових сетова модела који су били отприлике дупло детаљнији од оних у Плавој смени.
Неколико година, Valveе је тајно радио на Half-Life-у 2. Valveе је развио нови погон игре Source, који управља визуелним, аудио и елементима вештачке интелигенције игре. Source погон долази у пакету са јако модификованом верзијом Хавок физичког погона који омогућава додатну димензију интерактивности и у окружењу за једног играча и у онлајн окружењу. У епизодним играма које су пратиле Half-Life 2, Valveе је направио мања подешавања на мотору игре. У првој епизоди, Valveе је модификовао Аликсину вештачку интелигенцију како би јој омогућио да реагује на акције играча. Игра ради на надограђеној верзији власничког Source погону компаније Valveе, и садржи напредне светлосне ефекте мотора и нову верзију његове технологије анимације/изражавања лица.
Током десетих година 2. века, Valveе је направио неколико покушаја да развије даље Half-Life игре, али није могао да одреди правац, а његова равна структура управљања отежавала је пројектима да добију замах. Дизајнер Робин Вокер је рекао да је Valveе користио Half-Life игре да „реши неки интересантан сукоб технологије и уметности који је сам одрастао“; нису успели да пронађу сједињујућу идеју која је пружала осећај „чуђења, отварања, или проширења“. Средином десетих година овог века, Valveе је почео да експериментише са виртуелном реалношћу (ВР); направили су прототипове користећи своја различита интелектуална својства као што је Portal и открили да Half-Life најбоље одговара ВР.  Њихова водећа ВР игра, Half-Life: Аликс, ушла је у производњу користећи Valveеов нови Source 2 погон 2016. са највећим тимом у историји Valveеа, укључујући чланове Кампо Санто, студија који је Valveе купио 2018. 

## Филм
6. фебруара 2013. године, током говора на DICE конференцији о приповедању прича у играма и филму, Џеј Џеј Ејбрамс и Гејб Њуел објавили су да имају планове за игру и филмску сарадњу. „Постоји идеја коју имамо за игру на којој бисмо желели да радимо са Valveеом“, рекао је Ејбрамс, „Смислићемо да ли можемо заједно да снимимо Portal филм или Полу-живот филм“, изјавио је Њуел.  У интервјуу у марту 2016. године, Ејбрамс је изјавио да, иако је од тада радио на многим другим пројектима, још увек планира да режира ове филмове у будућности, при чему су оба филма у фази писања.

### Half-Life: Uplink
Кратак филм, Half-Life: Uplink, развила је Круз Контрол, британска маркетиншка агенција, а објављен је 15. марта 1999. године. Међутим, Сијера га је повукла из промета након што Сијера и Valveе нису успели да реше проблеме са лиценцирањем са Круз Контролом над филмом. Критички пријем филма био је веома лош. Заплет филма био је новинар који покушава да се инфилтрира у Истраживачка установа Блек Меса и открије шта се тамо дешава.   

### Half-Life: Escape from City 17
Почетком 2009. године, Пурчејс Брадерс, филмска компанија из Торонта, објавила је петоминутни филм заснован на Прву епизоду, Half-Life: Escape from City 17. Филм комбинује снимке акције уживо са 3Д анимацијом креираном помоћу Source SDK-а. Valveе је то добро прихватио. 25. августа 2010. објавили су скоро 15-минутни наставак.

### Beyond Black Mesa
Крајем 2010. године, објављена је најава за независан кратак филм инспирисан Half-Life-ом: Beyond Black Mesa. У режији Брајана Кертина, прати лик Адријан Шепард Адријана Шепарда. Цео кратки филм објављен је на интернету 21. јануара 2011.

## Продаја
У децембру 2008. године, Valveе је објавио да су две главне игре Half-Life-а продате у 15,8 милиона јединица у малопродаји (9,3 милиона за прву, 6,5 милиона за другу), док је Half-Life експанзија  продата у 1,9 милиона (Супротна сила: 1,1 милион, Плава смена: 800,000) и Half-Life 2 експанзије 1,4 милиона (све за Епизоду 1 ).
Поред тога, Оринџ Бокс, који је укључивао Half-Life 2 и обе његове епизодне експанзије, продао је 3 милиона јединица у малопродаји до тада. Ово је довело до продаје франшизе на 18,8 милиона пуних игара (Half-Life: 9,3 мил., Half-Life 2: 9,5мил.) и 9,3 милиона проширења (Супротна сило: 1,1мил., Плава смена: 0,8 мил., Епизода 1: 4,4мил., Епизода 2: 3,0 мил.), од децембра 2008.
Ове бројке нису узимале у обзир дигиталну продају. Half-Life: Counter-Strike продат је у 4,2 милиона самосталних јединица у исто време, док је његов римејк, Против-напад: Извор, био у пакету са сваком продатом малопродајном копијом Half-Life-а 2. Forbs је објавио да је, укључујући дигиталну продају, Half-Life-а 2 продат у преко 12 милиона примерака до фебруара 2011.